# Zielonoświątkowe/Charyzmatyczne Kościoły Północnej Ameryki
Zielonoświątkowe/Charyzmatyczne Kościoły Północnej Ameryki (ang. Pentecostal/Charismatic Churches of North America lub PCCNA) – jest organizacją zrzeszającą kościoły zielonoświątkowe i charyzmatyczne w Ameryce Północnej. Utworzona w celu współpracy i ewangelizacji świata. Siedziba PCCNA znajduje się w Los Angeles, w Kalifornii. Reprezentuje ponad 480 tysięcy kościołów i prawie 90 mln wyznawców Chrystusa na całym świecie. Organizacja została założona w 1948 roku jako Stowarzyszenie Zielonoświątkowe Północnej Ameryki.

## Kościoły członkowskie
- Apostolic Church of Pentecost of Canada
- Generalna Rada Zborów Bożych w USA
- CMI GLOBAL
- Canadian Assemblies of God
- Kościół Boży
- Kościół Boży w Chrystusie (Stany Zjednoczone)
- Church of God of the Apostolic Faith
- Church of God Mountain Assembly
- Kościół Bożych Proroctw
- Kościół Zielonoświątkowy Elim
- Kościół Poczwórnej Ewangelii
- Full Gospel Fellowship
- Grupo de Unidad Cristiana de Mexico AR
- Independent Assemblies of God International
- Independent Assemblies of God International (Canada)
- International Center for Spiritual Renewal
- Intimate Life Ministries
- International Fellowship of Christian Assemblies
- International Pentecostal Church of Christ
- Zielonoświątkowy Kościół Świętości
- NHCLC (National Hispanic Christian Leadership Conference
- Open Bible Churches
- Open Bible Faith Fellowship
- PCCNA Memphis Chapter, Rising Sun Outreach Ministries
- Zbory Zielonoświątkowe Kanady
- Pentecostal Assemblies of Newfoundland
- Zielonoświątkowy Kościół Boży
- Pentecostal Free Will Baptist Church
- Pentecostal Holiness Church of Canada
- Reformed Churches of God in Christ International
- United Evangelical Churches
- The United Holy Church of America